# Cray-1
De Cray-1 was de eerste supercomputer van de Amerikaanse computerfabrikant Cray Research. Het eerste exemplaar werd in 1976 in gebruik genomen door het Los Alamos National Laboratory. De Cray-1 is misschien wel het meest bekend om zijn unieke vorm: een relatief kleine behuizing in hoefijzervorm met een ring van banken aan de buitenkant die de voedingen en het koelsysteem afdekken.
De architectuur werd ontwikkeld door een team onder leiding van Seymour Cray. De Cray-1 was de eerste supercomputer die het vectorprocessorontwerp succesvol implementeerde. Deze systemen leveren superieure prestaties door geheugen en registers zo te ordenen dat ze gelijktijdig een wiskundige bewerking op een grote set gegevens kunnen uitvoeren.
De Cray-1 werd geleverd met het Cray Operating System (COS) dat later vervangen werd door UniCOS, een Cray-specifieke Unix-variant.